# Agua de Dios
Agua de Dios là một khu tự quản thuộc tỉnh Cundinamarca, Colombia. Thủ phủ của khu tự quản Agua de Dios đóng tại Agua de Dios Khu tự quản Agua de Dios có diện tích ki lô mét vuông. Đến thời điểm ngày 28 tháng 5 năm 2005, Agua de Dios có dân số 11426 người.